# Goliat

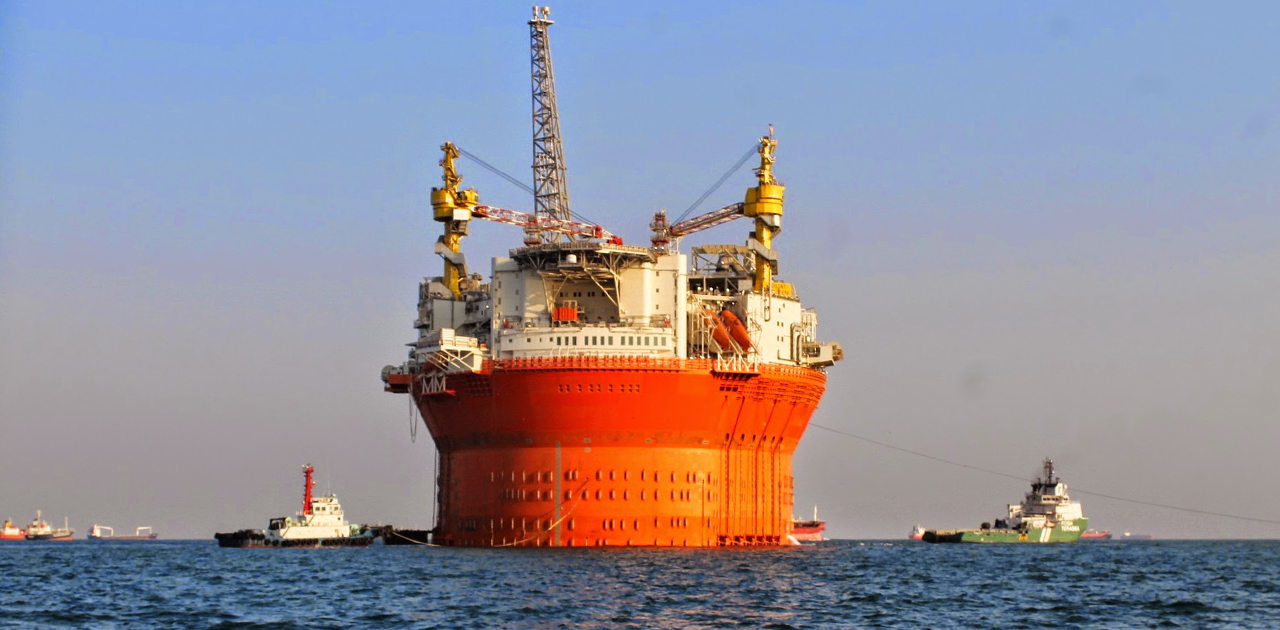
Ropná plošina Goliat

Goliat je ropné pole v norské části Barentsova moře. Leží přibližně 85 kilometrů na severozápad od Hammerfestu.
Zásoby jsou odhadovány na 174 milionů barelů. Těžba by měla začít v roce 2013 a pokračovat deset až patnáct let.